# Neonatology
Neonatology ist eine wissenschaftliche Fachzeitschrift, die vom S. Karger-Verlag veröffentlicht wird. Die Zeitschrift veröffentlicht Arbeiten zum pädiatrischen Teilbereich Neonatologie. Sie wurde 1958 unter dem Namen Biologia Neonatorum gegründet. Im Jahr 1970 wurde ihr Name in Biology of the Neonate und im Jahr 2006 in den derzeit gültigen geändert. Die Zeitschrift erscheint mit acht Ausgaben im Jahr.
Der Impact Factor lag im Jahr 2020 bei 4.035. Nach der Statistik des ISI Web of Knowledge wird das Journal mit diesem Impact Factor in der Kategorie Pädiatrie an 12. Stelle von 129 Zeitschriften geführt.
Gegenwärtige Chefredakteure der Zeitschrift sind Henry L. Halliday (von der Queen’s University Belfast) und Christian P. Speer (von der Universität Würzburg). Die ehemaligen Chefredakteure der Zeitschrift waren die französischen Kinderärzte und Neonatologen Alexandre Minkowski (von 1959 bis 1985) und Jean-Pierre Relier (von 1986 bis 2003).